# Art séquentiel

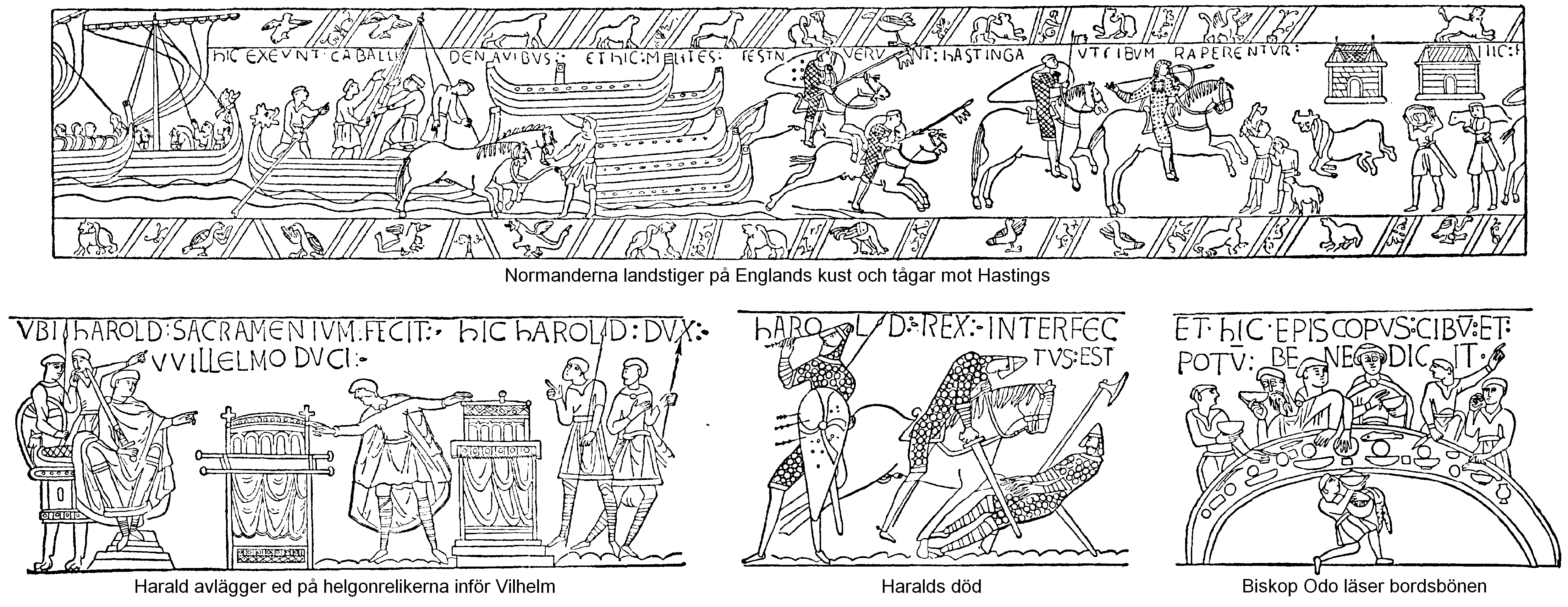
Art séquentiel

Dans l'étude de la bande dessinée, le concept d'art séquentiel, élaboré par Will Eisner, désigne des modes d'expression artistique dans lesquels des images se succèdent selon un ordre réfléchi afin d'élaborer soit une narration graphique (c'est-à-dire une histoire racontée de manière visuelle), soit des contenus informatifs. La bande dessinée est l'exemple le plus connu d'art séquentiel.

## Définition
Si une image unique (une illustration, un dessin d'humour…) peut être narrative, elle ne peut pas relever de la bande dessinée, puisque « le propre de celle-ci est le dévoilement progressif de l’histoire racontée, sa répartition en « paquets narratifs » ou « fragments d’espace-temps » placés les uns à la suite des autres. » Pour autant, il ne suffit pas de juxtaposer des images pour créer une bande dessinée : il faut qu'elles entretiennent entre elles certains rapports de sens ou de temporalité.
En 1985, Will Eisner décrit ce concept dans son ouvrage La Bande dessinée, art séquentiel (en)[C'est-à-dire ?]. 
Scott McCloud, lui aussi auteur de bande dessinée, développe cette analyse dans ses ouvrages L'Art invisible : comprendre la bande dessinée (2000) et Réinventer la bande dessinée (2002). Pour lui, la pellicule d'un film, avant sa projection, s'apparente à une bande dessinée observée au ralenti.
Les expressions suivantes entretiennent un lien étroit avec le concept d'art séquentiel : narration visuelle, narration graphique, narration picturale,, narration séquentielle, narration picturale séquentielle, récit séquentiel,, littérature graphique,,,, littérature séquentielle et illustration narrative. Le terme de « sculpture séquentielle » a aussi été employé.